# هتکیلف
هتکیلف (به انگلیسی: Hatcliffe) یک روستا و محله مدنی در بریتانیا است که در North East Lincolnshire واقع شده‌است. هتکیلف ۱۱۸ نفر جمعیت دارد.